# Певчий кузнечик
Певчий кузнечик (лат. Tettigonia cantans) — вид прямокрылых насекомых из семейства настоящих кузнечиков подотряда длинноусых.  

## Внешний вид и строение
Основная окраска тела зелёная, на верхней части тела есть коричневая полоса. Длина тела самцов 21,5–30,8 мм, самок — 24–33 мм, переднеспинки соответственно 6,6–7,8 мм и 6,2–8,1 мм, надкрыльев — 23,5–28,9 мм и 24–29 мм, задних бёдер — 19,5–28,7 мм и 20–25,1 мм. Обе пары крыльев развиты средне и позволяют совершать лишь небольшие перелёты. Крылья слегка заходят за голени задних ног. Половой диморфизм, как и у всех кузнечиков, выражен хорошо: у самок имеется сильно выделяющийся за вершины крыльев яйцеклад длиной 20,5–25,5 мм, что составляет примерно 1/2–1/3 от длины их тела. У самцов стрекотательный аппарат, как и всех стрекочущих кузнечиков, расположен в основании надкрыльев. «Песня» самца напоминает трещащую трель.
Личинки напоминают имаго, но с недоразвитыми крыльями.

## Ареал и экология
Населяет всю Европу, кроме крайнего севера, Кавказ, Северную Азию (юг Сибири от Урала до Алтая, Красноярского края и Иркутской области), Казахстан, Монголию.
Певчие кузнечики предпочитают селиться в высокой густой траве, а также на деревьях и кустарниках, в особенности — самцы.

## Биология
Взрослые кузнечики появляются в июле. Стрекочут только самцы. Обычно самец пытается залезть на более высокую точку на местности, чтобы стрекотание разносилось дальше и, соответственно, чтобы привлекать самок. 
Самки откладывают яйца в почву с помощью яйцеклада. Яйца в неблагоприятных условиях могут пролежать несколько лет, дожидаясь нормальных условий. 
Всеядный, питается как различными насекомыми, так и некоторыми растениями.

## Систематика
Один из 23 видов рода Tettigonia — типового рода семейства настоящих кузнечиков (Tettigoniidae) и всего надсемейства кузнечиковых (Tettigonioidea).